# Casale Monferrato

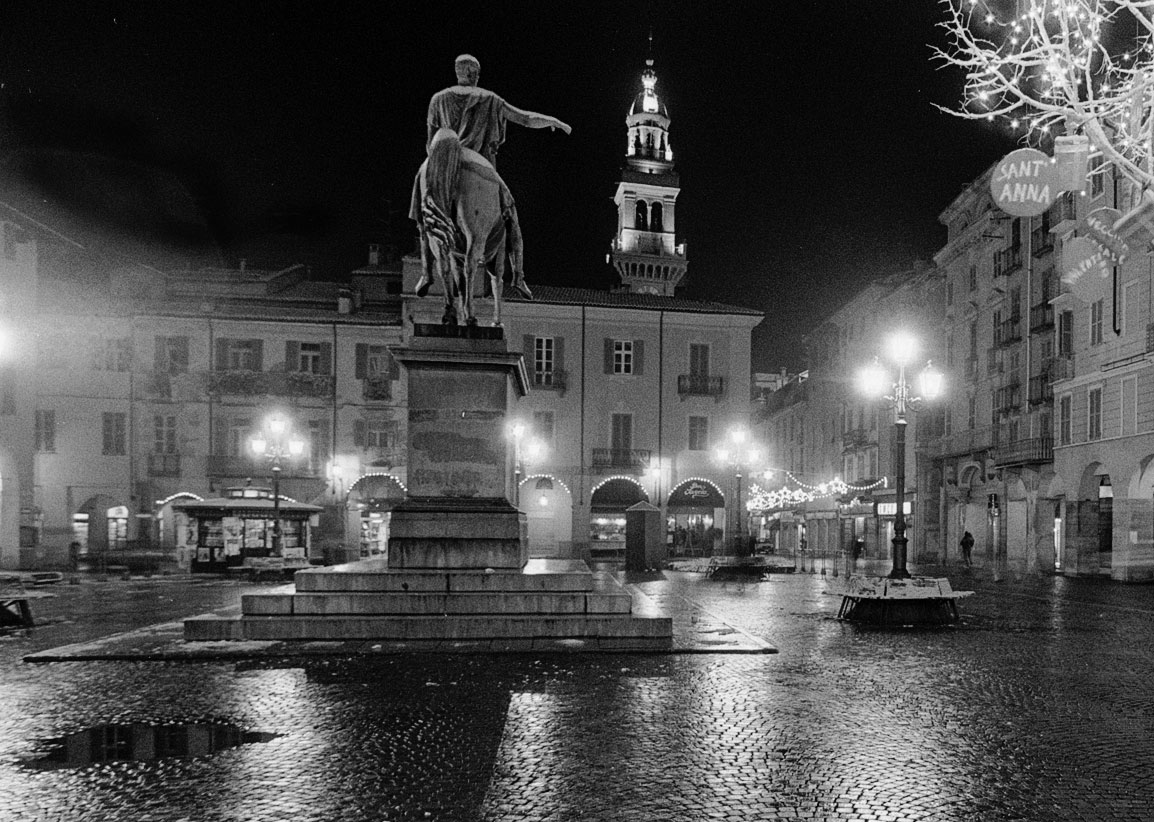
Plaça Mazzini

Casale Monferrato é uma comuna italiana da região do Piemonte, província de Alexandria, com cerca de 36.581 habitantes. Estende-se por uma área de 86,32 km², tendo uma densidade populacional de 424 hab/km². Faz fronteira com Balzola, Borgo San Martino, Camagna Monferrato, Candia Lomellina (PV), Coniolo, Conzano, Frassineto Po, Morano sul Po, Motta de' Conti (VC), Occimiano, Ozzano Monferrato, Pontestura, Rosignano Monferrato, San Giorgio Monferrato, Terruggia, Villanova Monferrato.

## Demografia
| Variação demográfica do município entre 1861 e 2015                               |
|                                                                                   |
| Fonte: Istituto Nazionale di Statistica (ISTAT) - Elaboração gráfica da Wikipedia |